# Вернон (Мічиган)
Вернон (англ. Vernon) — селище (англ. village) в США, в окрузі Шаявассі штату Мічиган. Населення — 738 осіб (2020).

## Географія
Вернон розташований за координатами 42°56′24″ пн. ш. 84°1′48″ зх. д. / 42.94000° пн. ш. 84.03000° зх. д. (42.939919, -84.030089).  За даними Бюро перепису населення США в 2010 році селище мало площу 1,84 км², з яких 1,78 км² — суходіл та 0,06 км² — водойми. В 2017 році площа становила 2,64 км², з яких 2,58 км² — суходіл та 0,07 км² — водойми.

## Демографія
Згідно з переписом 2010 року, у селищі мешкали 783 особи в 292 домогосподарствах у складі 223 родин. Густота населення становила 426 осіб/км².  Було 317 помешкань (172/км²).
Расовий склад населення:
| - 97,3 % — білих - 0,5 % — корінних американців - 0,1 % — чорних або афроамериканців - 0,1 % — азіатів - 1,1 % — осіб інших рас |

До двох чи більше рас належало 0,8 %. Частка іспаномовних становила 2,6 % від усіх жителів.
За віковим діапазоном населення розподілялося таким чином: 27,2 % — особи молодші 18 років, 59,1 % — особи у віці 18—64 років, 13,7 % — особи у віці 65 років та старші. Медіана віку мешканця становила 38,7 року. На 100 осіб жіночої статі у селищі припадало 93,3 чоловіків;  на 100 жінок у віці від 18 років та старших — 99,3 чоловіків також старших 18 років.
Середній дохід на одне домашнє господарство  становив 53 662 долари США (медіана — 48 843), а середній дохід на одну сім'ю — 58 952 долари (медіана — 53 026). Медіана доходів становила 37 457 доларів для чоловіків та 36 094 долари для жінок. За межею бідності перебувало 14,1 % осіб, у тому числі 23,9 % дітей у віці до 18 років та 5,5 % осіб у віці 65 років та старших.
Цивільне працевлаштоване населення становило 440 осіб. Основні галузі зайнятості: освіта, охорона здоров'я та соціальна допомога — 35,0 %, виробництво — 15,5 %, роздрібна торгівля — 10,7 %, будівництво — 7,7 %.